# Братислав Іванов
Братислав Іванов (болг. Братислав Иванов; нар. 29 березня 1945, Бакьово — болгарський японіст, перекладач.

## Біографія
Закінчив Московський державний університет за спеціальністю «японська мова та література». Він є автором численних статей і книг з японської мови, а також серії перекладів класичної японської поезії. Він був першим вчителем японської мови в Софійському університеті Святого Климента Охридського. Читав лекції в Великотирновському університеті імені Св. Кирилла та Св. Мефодія. В даний час є директором Болгарсько-японського освітньо-культурного центру в 18-й школі «Уільяма Гладстона» в Софії.

## Нагороди
У 2009 за пропозицією уряду Японії був нагороджений від імені Імператора Акіхіто Орденом Вранішнього Сонця за його внесок в розвиток наукових досліджень в області японської мови та її поширення в Болгарії.

### Авторські підручники
- Йероглиф и буква. София: РадарПРИНТ, 2001.
- Японска граматика. Функционален аспект. София: Изток-Запад, 2009.
- Хайку и дзен. София: Изток-Запад, 2009.
- Основи на японския език. София: Изток-Запад, 2010.
- Основи на японския език. Част II. София: Изток-Запад, 2011.
- Японската цивилизация. София: Изток-Запад, 2013.
- Японската религия. София: Изток-Запад, 2014.
- Японската гравюра укийо-е. София: Изток-Запад, 2015.
- Йероглифите. София: Изток-Запад, 2015.
- История на Япония. София: Изток-Запад, 2016.
- Митология на Япония. София: Изток-Запад, 2017.

### Переклади
- Хайку: Есен. София: Изток-Запад, 2004, ISBN 9543210578
- Хайку: Зима. София: Изток-Запад, 2004, ISBN 9543210748
- Миямото Мусаши. Ръкопис за петте стъпала. Изток-Запад, 2005, ISBN 954-321-126-4
- Хайку. Пролет. София: Изток-Запад, 2005, ISBN 954-321-115-9
- Хайку лято. София: Изток-Запад, 2005, ISBN 954-321-137-Х
- Съвременно хайку. София: Изток-Запад, 2005, ISBN 954-321-191-4
- Класическа японска поезия. София: Изток-Запад, 2007, ISBN 978-954-321-401-3
- Японски поетеси V—X в.. София: Изток-Запад, 2008, ISBN 978-954-321-431-0
- Сто стихотворения от сто поети. София: Изток-Запад, 2011, ISBN 978-954-321-795-3
- Мацуо Башьо, 100 хайку. София: Изток-Запад, 2012 ISBN 978-619-152-006-0[1]
- Йоса Бусон, 100 хайку. София: Изток-Запад, 2016 ISBN 978-619-152-927-8